# Cantó de Colmar-Nord
El cantó de Colmar-Nord (alsacià kanton Colmer-Nord) és una divisió administrativa francesa situat al departament de l'Alt Rin i a la regió del Gran Est També forma part de la primera circumscripció de l'Alt Rin.

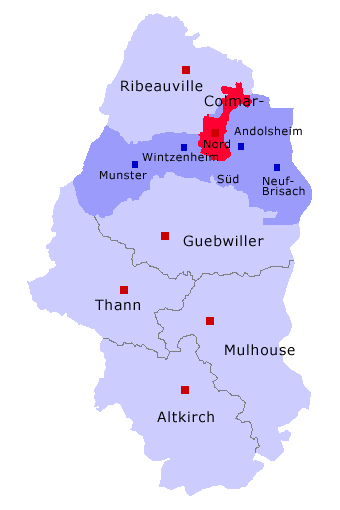
representació del cantó de Colmar-Nord al districte de Colmar i al departament de l'Alt Rin

## Composició
- Colmar, barri Nord/Nordteil

## Conseller general de l'Alt Rin
- 2001-2014: Brigitte Klinkert, 2a Vicepresident el Consell General (suplent: Loïc Jaegert)